# Liste der Stolpersteine in Velen
In der Liste der Stolpersteine in Velen werden die vorhandenen Gedenksteine aufgeführt, die im Rahmen des Projektes Stolpersteine des Künstlers Gunter Demnig in der Stadt Velen und im Ortsteil Ramsdorf verlegt worden sind.

## Verlegte Stolpersteine
| Adresse                             | Name                                    | Inschrift                                                                                    | Verlegedatum | Bild | Anmerkung |
| ----------------------------------- | --------------------------------------- | -------------------------------------------------------------------------------------------- | ------------ | ---- | --- |
| Bahnhofsallee 1 (Standort)          | Leopold Humberg                         | Hier wohnte Leopold Humberg Jg. 1884 deportiert 1942 Theresienstadt ermordet 11.11.1942      | 3. Juni 2012 |      | geboren am 4. November 1884 in Dingden |
| Bahnhofsallee 13 (Standort)         | Abraham Frank                           | Hier wohnte Abraham Frank Jg. 1872 deportiert 1941 Theresienstadt ???                        | 3. Juni 2012 |      | geboren am 28. Dezember 1872 in Velen. Tatsächlicher Todesort Riga, Dezember 1941 Die Abraham Frank-Sekundarschule in Velen wurde nach ihm benannt, stellvertretend für alle getöteten Juden des Orts. |
| Bahnhofsallee 13 (Standort)         | Siegfried Frank                         | Hier wohnte Siegfried Frank Jg. 1913 deportiert 1944 Theresienstadt ermordet 1945 Buchenwald | 3. Juni 2012 |      | geboren am 7. Mai 1913 in Velen |
| Bahnhofsallee 13 (Standort)         | Helene Frank                            | Hier wohnte Helene Frank geb. Humberg Jg. 1886 deportiert 1941 Theresienstadt ???            | 3. Juni 2012 |      | geboren am 4. März 1886 in Dingden. Tatsächlicher Todesort Riga, Dezember 1941 |
| Hausstraße 5 OT Ramsdorf (Standort) | Adolf Terhoch                           | Hier wohnte Adolf Terhoch Jg. 1884 Flucht 1939 Kanada überlebt                               | 3. Juni 2012 |      | Flucht 1937 in die Niederlande, dann nach Kanada. Er starb 1953 in Winnipeg. Siehe Humberghaus, Dingden.                                                                                               |
| Hausstraße 5 OT Ramsdorf (Standort) | Frieda Terhoch                          | Hier wohnte Frieda Terhoch geb. Humberg Jg. 1889 Flucht 1939 Kanada überlebt                 | 3. Juni 2012 |      | Flucht mit Zwillingssöhnen und Mann 1937 in die Niederlande, weiter 1939 nach Kanada. Sie starb 1957 in Winnipeg. Siehe: Humberghaus                                                                   |
| Hausstraße 5 OT Ramsdorf (Standort) | Kurt Terhoch                            | Hier wohnte Kurt Terhoch Jg. 1921 Flucht 1939 Kanada überlebt                                | 3. Juni 2012 |      | Flucht 1937 in die Niederlande, mit Eltern und Zwillingsbruder. Er starb 2006 in Winnipeg, das Grab liegt auf dem Hebrew Sick Benefit Cemetery. Siehe Humberghaus zu allen vier Terhochs.              |
| Hausstraße 5 OT Ramsdorf (Standort) | Rudi Terhoch, eigentlich Rudolf Terhoch | Hier wohnte Rudi Terhoch Jg. 1921 Flucht 1939 Kanada überlebt                                | 3. Juni 2012 |      | Flucht 1937 in die Niederlande, 1939 weiter nach Kanada. Er starb 2008 in Winnipeg, das Grab liegt auf dem Hebrew Sick Benefit Cemetery.                                                               |